# ダイダラボッチ

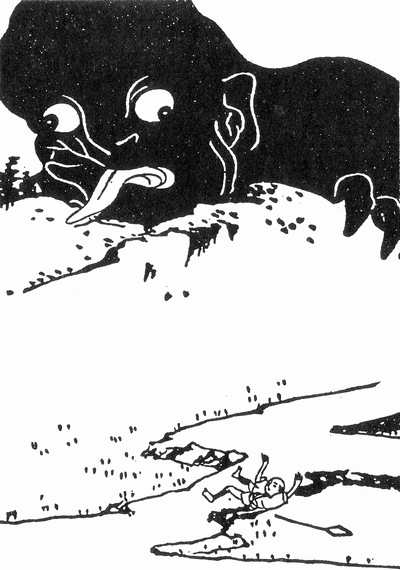
勝川春章・勝川春英画『怪談百鬼図会』より「大入道」
ダイダラボッチのイメージに近いものと考えられている。

ダイダラボッチは、日本の各地で伝承される巨人。類似の名称が数多く存在するが（後述）、本記事では便宜的にダイダラボッチと呼称する。山や湖沼を作ったという伝承が多く、元々は国づくりの神に対する巨人信仰がダイダラボッチ伝承を生んだと考えられている（鬼や大男などの妖怪伝承が巨人伝承になったという説もある。）。

## 概要
柳田國男が「ダイダラ坊の足跡」（1927年〈昭和2年〉4月、『中央公論』）で日本各地から集めたダイダラボッチ伝説を考察している。江戸後期の柳亭種彦による随筆、『用捨箱』には「大太発意（だいだぼっち）は大男を謗りいひしにて、一寸法師の反対なり」とある。南方熊楠は「大太ボッチ」の「大太」を「大太郎」の略であると推測している。

## 名称
「でいだらぼっち」、「ダイランボウ」、「だいだらぼう」、「でいらんぼう」、「だいらぼう」、「デエダラボッチ」、「デイラボッチ」、「デイラボッチャ」、「デーラボッチャ」、「デエラボッチ」、「デーラボッチ」、「タイタンボウ」、「デエデエボウ」、「デイデンボメ」、「ダイトウボウシ」、「レイラボッチ」、「ダダ星」、「おおきいぼちゃぼちゃ」等様々な呼び名がある。大太法師（だいだらぼっち）、大太郎坊（だいだらぼう）とも表記し、九州では大人弥五郎（おおひとやごろう）と呼ばれる。

## 文献

### 常陸国風土記
奈良時代に成立した『常陸国風土記』のうち、常陸国の那賀郡（なかのこおり 現在の茨城県那珂郡〈なかぐん〉）について記された「那賀略記」には、大昔の「大櫛之岡（おおくしのおか）」にいたという長大な人についての記述（平津駅家条）が以下のようにある。

考古学等の諸分野においても、係る「大櫛之岡の巨人伝説」とその比定地・大串貝塚は相当に重要で、縄文時代の貝塚遺跡が文献に記されている最古の例、もっと言えば、石器時代遺跡の記録された日本最古の例として知られている。

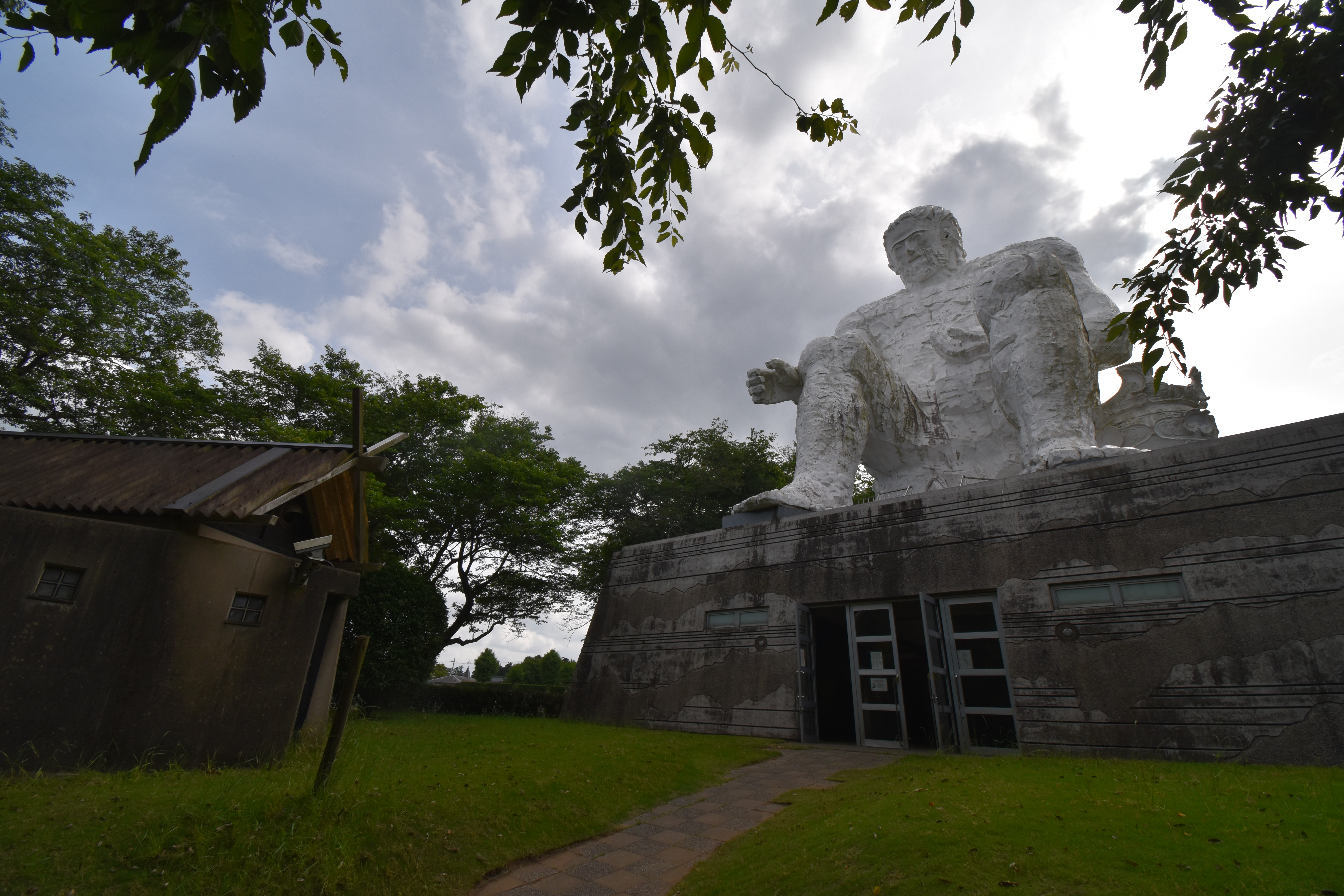
大串貝塚ふれあい公園のダイダラボウ像

### 播磨国風土記
奈良時代に成立した『播磨国風土記』ののうち、播磨国の託賀郡（たかのこおり）（現在の兵庫県多可郡〈たかぐん〉）について記された「託賀略記」には、天が高いから楽に立って歩けると言ってこの地を好み、沼と化す数多の足跡を残した、大人（おおひと）の伝説が記されており、先述した『常陸国風土記』に所収されている“大櫛之岡の巨人伝説”（大櫛之岡の長大な人の伝説）の類型と考えられている。

## 各地の伝承

### 山
- 富士山を作るため、甲州の土を取って土盛りした。そのため甲州は盆地になった[30]。
- 富士山を作るため近江の土を掘り、その掘った跡地が琵琶湖となった[18]。この伝説の縁で1968年に富士宮市と近江八幡市は夫婦都市となっている[18]。
- 上州の榛名富士を土盛りして作り、掘った後は榛名湖となった。榛名富士が富士山より低いのは、もう少し土を運ぼうとしたが夜が明け、途中でやめたためである[31]。
- 浅間山が、自分より背の高い妹の富士山に嫉妬し、土を自分にわけろといった。富士山は了解し、だいだらぼっちが自分の前掛けで土を運んだ。しかし浅間山は土の量が足りないと怒り、彼を叩いた。その際にこぼれた土が前掛山となった。怒りだした浅間山はついに噴火してしまった。
- 西の富士、東の筑波と呼ばれる関東の名山の重さを量ろうとし天秤棒に2つの山を結わえつけ持ち上げると、筑波山のほうは持ち上がったが富士山は持ち上がらない。そのうちに結わえていたつるが切れ、筑波山が地上に落ちてしまった。その衝撃でもともと1つの峰だった筑波山は、2峰になってしまったという。
- 信州佐久郡で土を運んでいた時、もっこの綱が切れ、平尾山と糠塚山ができた[32]。
- 富士山と八ヶ岳が背比べをして、八ヶ岳が勝ったが、それを妬ましく思った富士山に蹴られ、山が八つに割れた。それを治そうとデエダラボッチが茅で出来たもっこで土を運び、線香を杖にしたら折れてしまい、暫く置いておいたら大泉山と小泉山が出来た（諏訪地方、茅野市）。
- 信州安曇郡で西側の飛騨山脈から削り取った土を東側の山地に運んでいた時、もっこの綱が切れ、室山ができた。

### 足跡
- 上州の赤城山に腰掛けて踏ん張ったときに窪んでできた足跡が水たまりになり、木部の赤沼ができあがった[30]。
- 長野県大町市北部の青木湖、中綱湖、木崎湖からなる仁科三湖はいずれもダイダラボッチの足跡である。
- 遠州の山奥に住んでいたダイダラボッチが子供たちを手にのせて歩いている時に、腰くらいの高さの山をまたいだ拍子に子供たちを手から投げ出してしまった。びっくりした子供たちとダイダラボッチは泣き出してしまい、手をついてできた窪みに涙が流れ込んで浜名湖となった。
- 東京都武蔵村山市には大多羅法師が藤づるで丸山を背負い歩いた足跡が井戸になったという伝説があり、「でびいしゃら井戸」の名で現在も井戸が残っているほか[33]、毎年秋に「デエダラボッチ」の山車が登場するデエダラまつりが開催されている[34]。

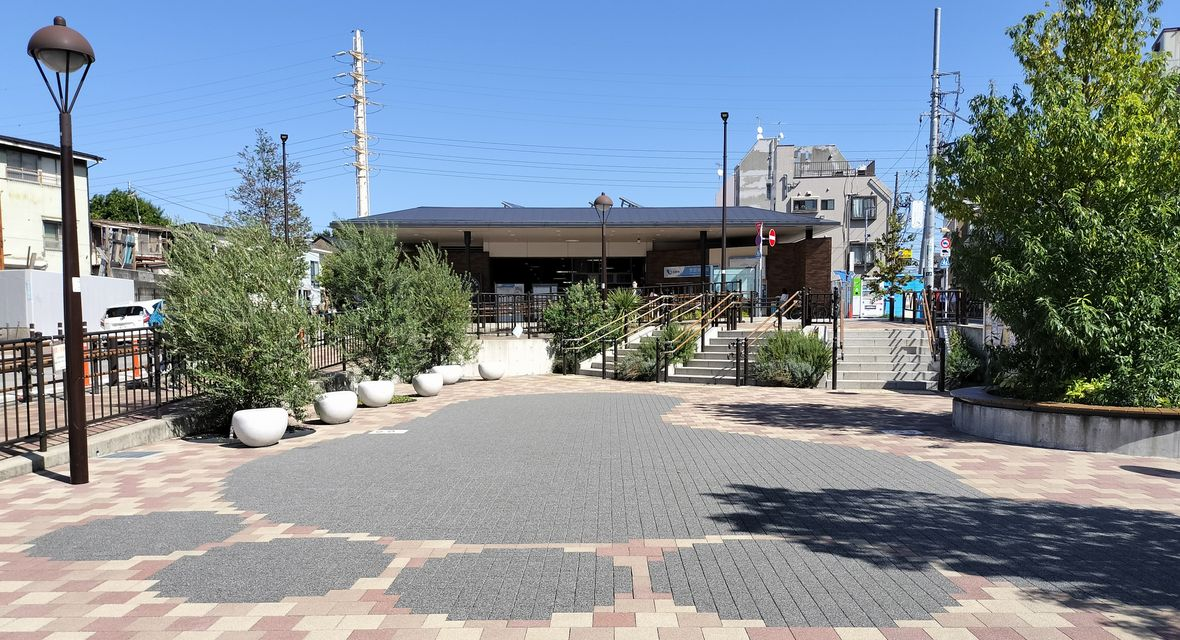
世田谷代田駅前広場

- 現在、東京都世田谷区にある地名「代田」（だいた）や[2]、さいたま市の「太田窪」（だいたくぼ）は、ダイタ坊（ダイダラボッチ、ダーダラボッチ）の足跡に由来すると言われている[35]。なお、代田のダイダラボッチについては2021年3月28日に小田急小田原線世田谷代田駅前にダイダラボッチをかたどった駅前広場が完成した。これを記念して当日づけで『巨人伝説読本　代田のダイダラボッチ』（著作:きむらけん、発行:世田谷代田駅 駅前広場記念事業委員会）が発行された。「代田ダイダラボッチ音頭」も作曲された。[36]

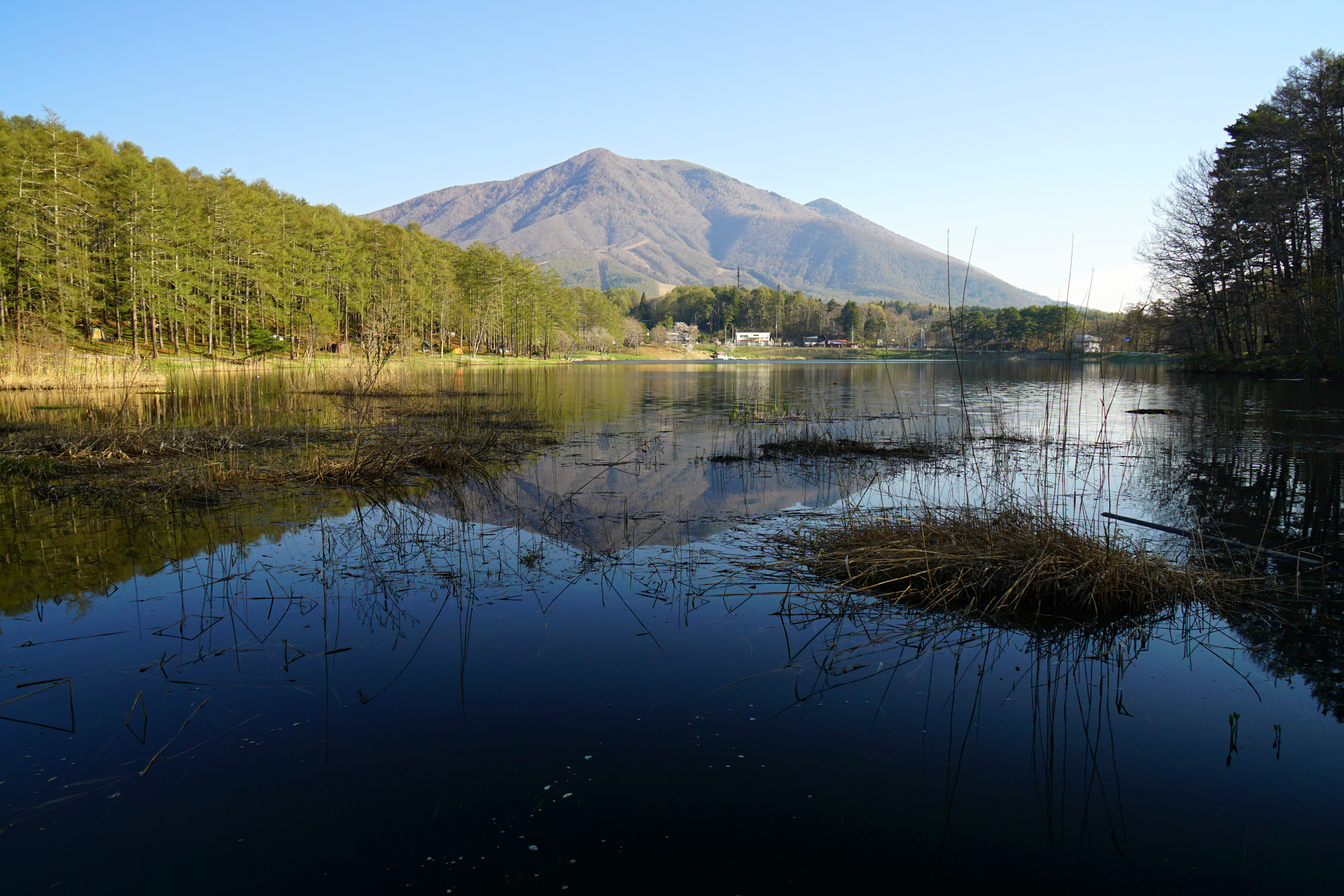
大座法師池

- 長野県戸隠山の大座法師池、三重県志摩郡の大王町はダイダラボッチに由来する地名である[15]。
- 静岡市のダイラボウ山頂には全長150mほどの窪みがあるが、ダイダラボッチが左足を置いた跡と伝えられている。琵琶湖から富士山へ土を運ぶ途中に遺したものであるという。
- 相模原市の伝説では「でいらぼっち」と呼ばれている。巨人が富士山を背負って運ぶ途中、大山に腰かけて一休みした。再度持ち上げようとしたが持ち上がらず、悔しがった挙句あきらめた。その際、踏ん張った左足の跡がJR淵野辺駅の南口側の鹿沼公園内の白鳥池であり、北口側のかつて菖蒲沼と呼ばれていた場所（2022年現在のエスポット淵野辺店前に碑が残る）が右足を踏ん張った跡だと言われている。また神奈川県道・東京都道57号相模原大蔵町線の鹿沼台2丁目24番付近には「じんだら沼」の標識看板があり、これはでいらぼっちが「地団駄」を踏んだという伝説の名残といわれている。相模原市南区に「大沼・小沼」の地名が残るが、かつて実在したこの二つの沼はデイラボッチが尻餅をついた跡であり、その間に「ふんどし窪」という溝状のくぼ地があったという伝承もある[37][38][39]。相模原市では「でいらぼっち伝説伝承地」として2001年に鹿沼公園内の一部を市登録史跡としている[40]。

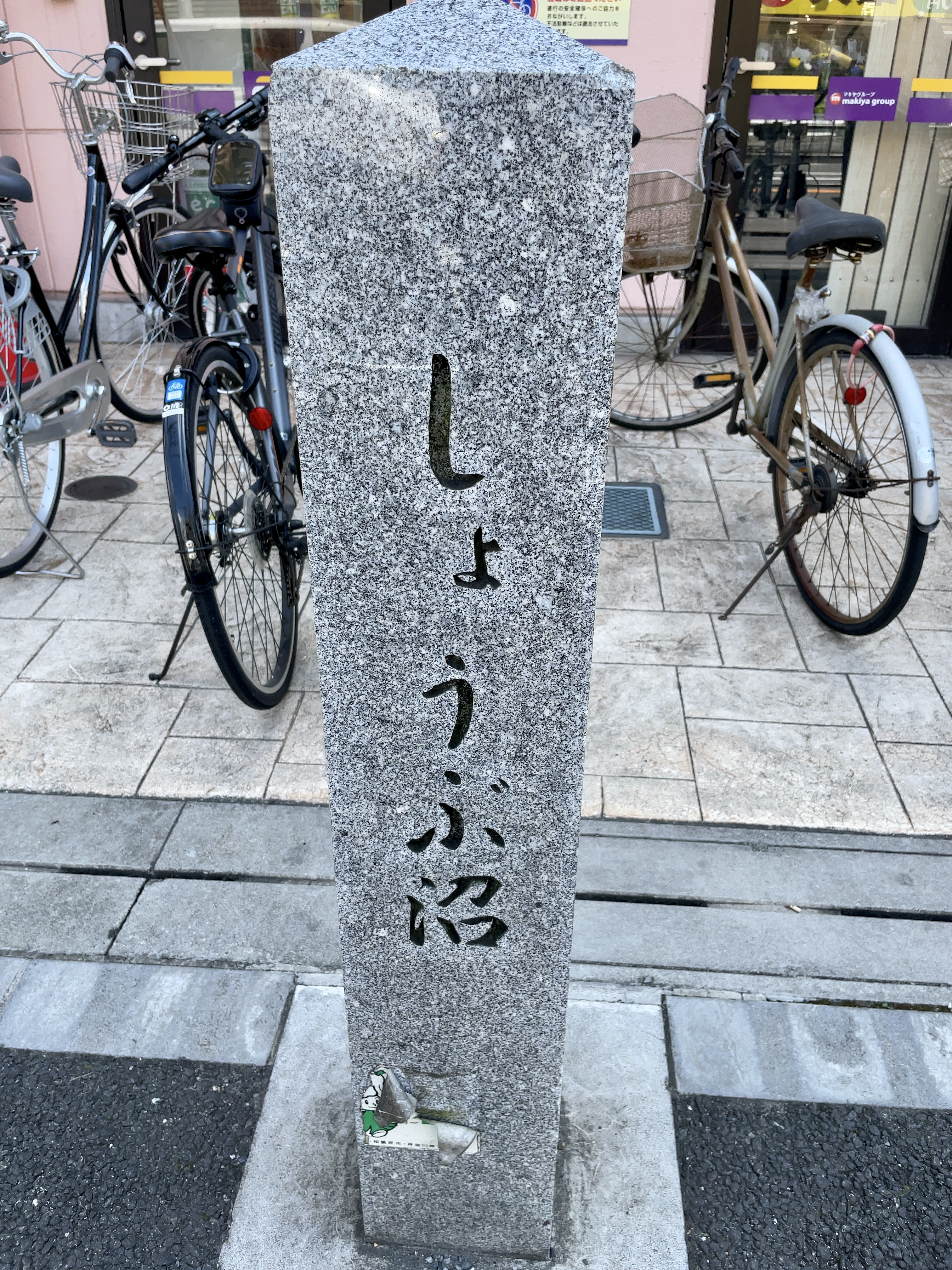
かつてあった菖蒲沼の位置を表す碑
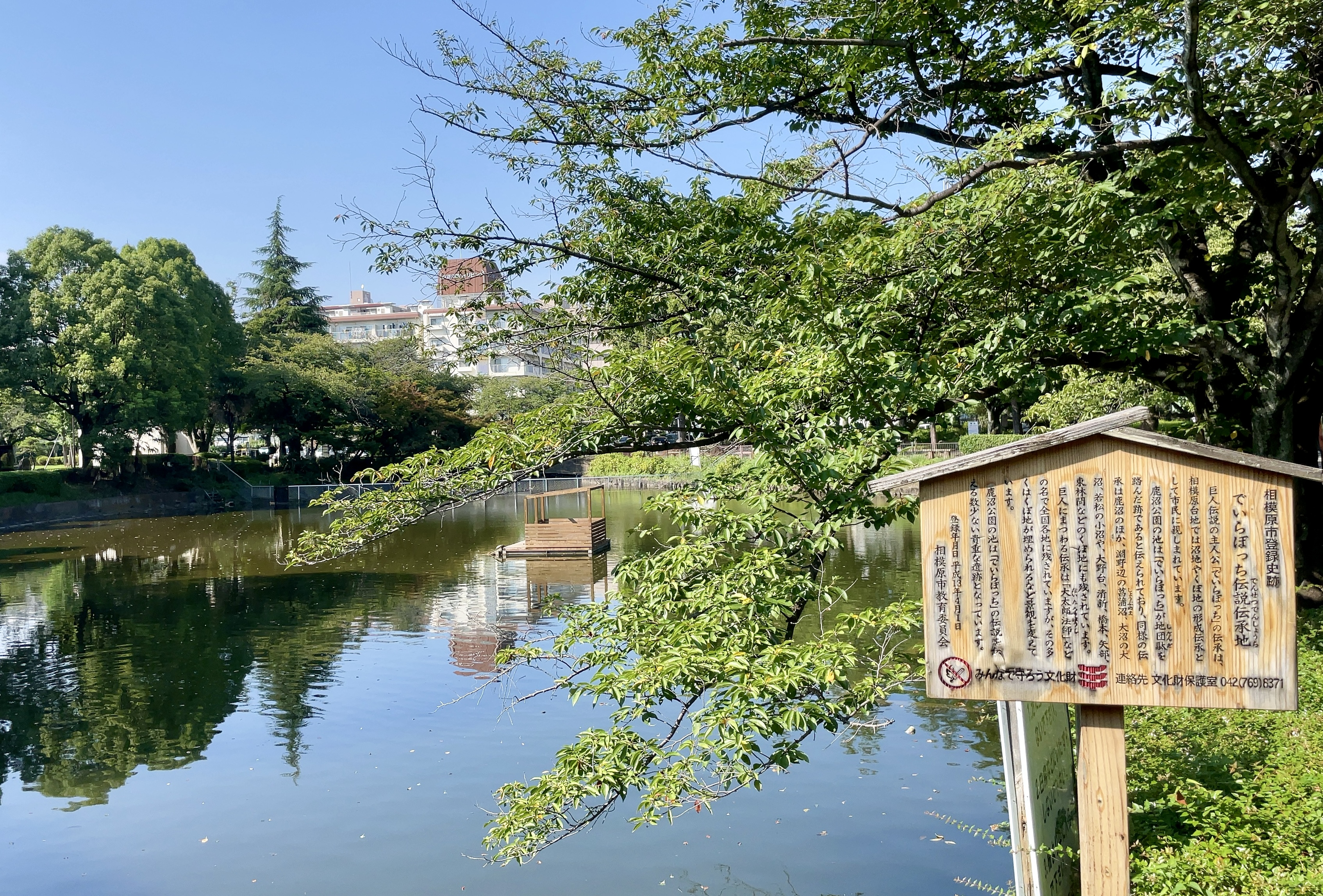
鹿沼公園内白鳥池。でいらぼっち伝説の碑がある
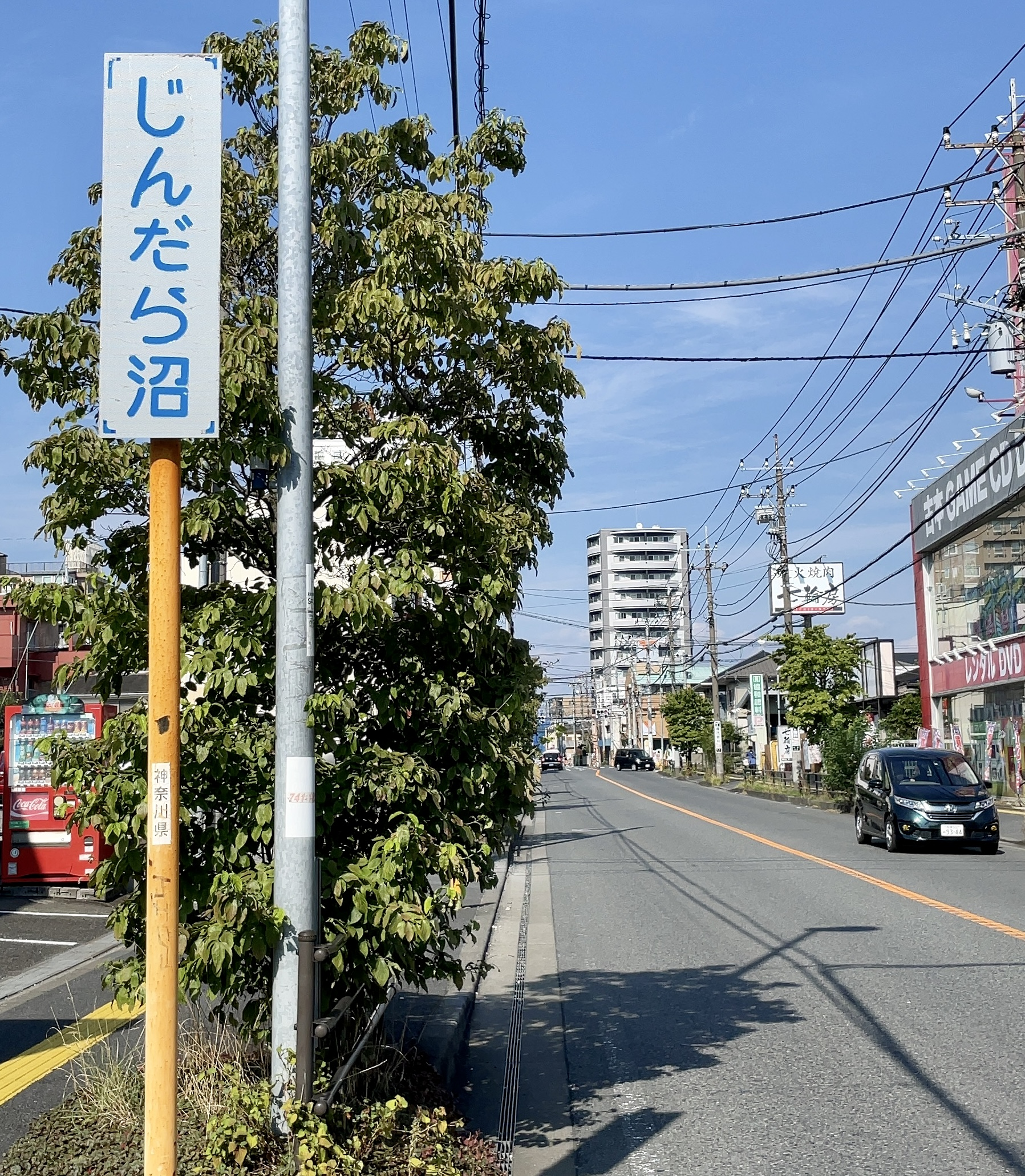
地団駄を踏んだといわれている場所の標識

- 小便をしようと飯野山（香川県中部）に足をかけた際に山頂付近に足跡が付いた（現在もその跡であるという伝説の足跡が残っているが非常に小さい）。なお、その小便の際に出来たのが大束川といわれる。
- 愛知県東海市の南側に加木屋町陀々法師（だだぼうし）という地名があり、ダイダラボッチが歩いて移動する際に出来た足跡が池になったとして伝説が残っている。この「足跡池」（「陀々法師池」ともいう）は名古屋鉄道八幡新田駅の南方100m辺りにあったが、1986～1987年（昭和61～62年）頃に埋め立てられ（ゼンリン住宅地図「東海市」1986年発行の1986年版、1987年発行の1988年版による）、2000年（平成12年）頃にモータースが出来て、現在その形跡はない（「ものがたり通信」の「18.ダイダラボッチの足跡」参照）。
- 長野県佐久市安原にある二つの丸い水田は、デーラン坊の足跡だと言われる[41]。
- 比叡山につまづいて怒って蹴っ飛ばした地面に空いた穴が琵琶湖、飛んで行った土塊が淡路島になった[42]。

### 行動
- 赤城山に腰掛けて、利根川で足を洗った[43]。
- 羽黒山には人間がまだ誕生しない大昔、でいだらぼっちが羽黒山に腰掛けて鬼怒川で足を洗ったという言い伝えがある。
- 長野県塩尻市の高ボッチ高原はダイダラボッチが腰を下ろして一休みした場所であるという（諸説あり）。
- 「常陸国風土記」によると、茨城県水戸市東部にある大串貝塚は、ダイダラボッチが貝を食べて、その貝殻を捨てた場所だと言われている。その言い伝えから、近くにダイダラボッチの巨大な石像が創られている[44]。
- 碓氷峠で休んでいる時に、足が妙義山まで届き、その足の指を猪が芋と間違えかじったので、猪を握り潰して浅間山で猪鍋を煮た。なお、鍋をこぼした場所から塩気のある温泉が湧いたという[45]。

### 人間の救助
- 秋田県の横手盆地が湖であったので干拓事業を行った際、ダイダラボッチが現れて水をかき、泥を掬ったため工事がはかどった（鳥の海の干拓伝説）[46]。このダイダラボッチは秋田市の太平山三吉神社の化身と考えられている[46]。太平山及び山麓の太平地区の名は現在「たいへい」と読まれるが、明治期までは「おいだら」と読まれており、由来を巨人「オイダラボッチ」であるとする説（秋田の今と昔）がある。
- 昔、東信濃は湖の底だったが、デイラボッチは「岩鼻」という山を砕き水を排出し、平地を作った。それから後、その土地を、大佐久（南北佐久）と小佐久（小県）と言うようになった[47][* 8]。
- 茨城県水戸市大足（おおだら）は、土地の西南にあった山のおかげで村は一日の半分は日陰になり、日が早く暮れてしまい困っていた。そこでダイダラボッチ（この地方ではダイダラボウと呼称）は村人のために山をどけてあげた。しかし、山をどけた跡の土地がえぐれてしまい、雨が溜まるようになったので、川をつくり沼底をさらって水が流れるようにした。どけた山は水戸市・笠間市・東茨城郡城里町に跨がる朝房山、作った川と沼は桜川、千波湖である[49]。